# Yangju
Yangju (양주시) ist eine Stadt in der Provinz Gyeonggi-do in Südkorea. Die Stadt hat über 225.000 Einwohner und liegt in der Region Sudogwon.

## Sehenswürdigkeiten
In Yangju befindet sich die Jangheun Art Gallery mit sechs Ausstellungshallen und Nebenprogrammen wie Aufführungen und Skulpturen im Freien. Yangju hat auch ein astronomisches Observatorium und ein Planetarium, welche für die Öffentlichkeit zugänglich sind. In der Stadt gab es auch einen Dae Jang Geum-Themenpark mit den Drehorten und Bühnenbildern für das bekannte koreanische Fernsehdrama Daejanggeum, der jedoch Ende 2011 wegen anhaltenden Vandalismus geschlossen wurde. 

## Infrastruktur
Es gibt 3 U-Bahn-Stationen, die vom Seoul Metropolitan Mass Transit System abgedeckt werden. Die Fahrt vom Zentrum Seouls zur ersten Station in Yangju dauert ungefähr 70 Minuten. Außerdem verkehren zahlreiche öffentliche Busse zwischen Seoul, Uijeongbu und Yeoncheon, welche nahe der Grenze zu Nordkorea und der demilitarisierten Zone liegt.

## Sport
Der Fußballverein Yangju Citizen FC hat seinen Sitz in der Stadt. Er wurde 2007 gegründet und spielte in der K3 League Basic (2019).